# 마이크 배넷
마이크 배넷(Mike Bennett, 1985년 5월 16일)은 WWE 러 소속의 남자 프로레슬링선수다. 2002년 프로레슬링 입문으로 피니쉬는 박스 오피스 스매쉬(싯아웃 사이드 슬램), 디바인 인터밴션/MIP/미라클 인 프로그레스/파워 오브 러브(사모안 드라이버), 고 백 투 제펜(아나콘다 바이스), 포토 피니쉬(파이어맨즈 캐리 커터), 파일드라이버 5가지를 사용하고 시그네처 무브는 마라클 메이커와 런닝 커터, 스피닝 스파인버스터를 주로 사용한다. 링네임은 아내의 성씨를 따라 WWE 링네임은 마이크 카넬리스(Mike Kanellis)로 바뀌게 된다. 키는 181cm 몸무게는 98kg이다. RoH와 TNA를 거쳤고 데뷔는 2016년 1월 5일 TNA에서 등장을 했는데 처음 라비 E, 페퍼 팍스를 짭짤하게 푸쉬를 이기고 심지어는 드루 매킨타이어를 괴롭히고 그런다. 그러나다 2016년 3월 1일 드루 매킨타이어를 롤업으로 이기고 만다. 3월 15일은 이번에도 아내 마리아 카넬리스랑 같이 드루 매킨타이어, 게일 킴으로 롤업으로 한방에 이긴다. 2016년 4월 후반에는 EC3를 이기고 말았다. 그러다가 2016년 5월 3일에서도 래쉴리랑 같이 태그팀으로 이기고 2016년 5월 후반에서는 EC3를 공격을 한다. 그러다가 2016년 6월 12일 TNA 슬래미버서리 중에서 EC3를 경기를 가졌으나 지게된다. 2016년 6월 중반에서는 TNA X-디비전 챔피언을 얻게 되었으나 얼마 안가서 끝내 잃게 된다. 2016년 7월초에서는 무스랑 같이 붙어 다니다가 2016년 9월 1일 갑자기 무스한테 배신을 하고 만다. 그리고 2016년 10월 초에서는 코디 로즈, 브랜디 로즈랑 같이 대립을 경기를 가지다가 10월 3일에서는 코디 로즈랑 대결하다가 지고 2016년 10월 27일 후반에서는 끝내 마리아 카넬리스랑 혼성 태그팀 매치에서 코디 로즈와 브랜디 로즈를 상대로 경기를 내주고만다. 2017년 1월 초에서는 끝내 무스랑 챔피언쉽 대결을 했는데 그런데 아쉽게도 지고만다. 2017년 1월 12일 TNA 고별경기 에서는 끝내 브랙스턴 셔터랑 대결로 끝내 롤업으로 어이없게 지고 만다. 그리고 2017년 3월 마리아 카넬리스랑 같이 TNA와 계약이 만료되고 2017년 6월 18일 WWE 머니 인 더 뱅크 2017에서 아내 마리아 카넬리스랑 같이 악역으로 등장했다가 2017년 7월 18일 진행되었던 WWE 스맥다운에서 처음으로 새미 제인을 상대로 데뷔전 승리를 거뒀다. 그러나 7월 23일 진행되었던 WWE 배틀그라운드 2017에서 경기를 내주고만다. 그리고도 2017년 7월 25일 다음날 WWE 스맥다운에서 에이든 잉글리쉬랑 같이 새미 제인 & 타이 딜린저를 상대로 2vs2 태그팀 매치에서도 지게되고 NXT에서 건너온 바비 루드를 상대로 두번이나 경기에서 지고 만다. 2017년 11월 21일 WWE 스맥다운에서 럼버잭 매치에서도 잠깐 등장을 했다. 그럼에도 불구하고 2018년 4월 16일 단 한경기도 출전하지 못하고 슈퍼스타 쉐이크업을 통해 WWE 러로 이적을 하게 된다.

## 수상
- NRG 헤비웨이트 챔피언 1회
- NEWA 헤비웨이트 챔피언 1회
- IWGP 월드 태그팀 챔피언 1회 - 매트 태번
- NCW 태그팀 챔피언 1회 - 크리스 베놈 앤 쟈니 아이돌
- NEW 헤비웨이트 챔피언 1회
- PWE 유나이티드 스테이츠 챔피언 1회
- 랭크드 넘버 51 오프 더 탑 500 래슬러 인 더 PWI 500 인 2016
- ROH 월드 태그팀 챔피언 1회 - 매트 태번
- 탑 프로스펙트 토너먼트 2011
- 어너 럼블 2014
- TRP 헤비웨이트 챔피언 1회
- TRP 태그팀 챔피언 1회 - 브라이스 앤드루스
- 코왈스키 컵 2014
- XWA 헤비웨이트 챔피언 1회
- TNA X-디비전 챔피언 1회
- WWE 24/7 챔피언 2회